# Guillaume IV de Nevers
Pour les articles homonymes, voir Guillaume IV.
Guillaume IV de Nevers, né en 1145, mort en 1168, est comte de Nevers, d'Auxerre et de Tonnerre (1161-1168).

## Biographie
Il est le fils de Guillaume III, comte de Nevers, d'Auxerre et de Tonnerre, et d'Ide de Sponheim.
Il épouse Eléonore de Vermandois.
Il fait construire la deuxième enceinte de fortifications d'Auxerre dans la 5e année de son gouvernement, soit vers 1166.
Sur son lit de mort il lègue l'hôpital de Panthénor près de Clamecy à l'église de Bethléem en Palestine. Cet hôpital devient le siège du diocèse de Bethléem quand les Sarrasins reprennent Bethléem de Palestine.
Mort de maladie en Palestine, 
Après sa mort, sa veuve Eléonore épouse Mathieu d'Alsace, comte de Boulogne.